# FDM Travel
FDM Travel er et rejsebureau grundlagt i 1950 med speciale i individuelle kør-selv-ferier i bl.a. Europa, USA, Canada, Australien, New Zealand og Sydafrika samt MC-rejser med dansk guide. FDM Travel har butikker i 6 danske byer - Lyngby, København, Odense, Vejle, Aarhus og Aalborg - og beskæftiger 80 medarbejdere. 
FDM Travel er ejet af FDM.

## Ekstern henvisning
- FDM Travel Arkiveret 25. marts 2017 hos  Wayback Machine